# Viola epipsila
Viola epipsila Ledeb., 1820 è una specie appartenente alla famiglia delle Violacee.

## Distribuzione e habitat
Il suo areale comprende generalmente  Finlandia, Russia, Polonia e altri paesi dell'Europa nord orientale; la sua presenza è, inoltre, attestata anche in Michigan e negli Stati Uniti orientali.